# Luminor Bank
Luminor Bank AS è una banca con sede a Tallinn, in Estonia, con filiali in Lettonia e Lituania. È la terza banca più grande dei Paesi Baltici e dell'Estonia. Luminor ha una quota di mercato dei depositi del 16%, una quota di mercato dei prestiti del 22%. 
e gestisce un patrimonio di oltre 15 miliardi di euro.

## Storia
Luminor è stata fondata nell'agosto 2017 sulla base delle attività baltiche di Nordea e DNB. Luminor ha rilevato 930.000 ex clienti di DNB e 350.000 ex clienti di Nordea. La fusione è stata completata il 1º gennaio 2019.
Originariamente, Nordea possedeva il 56,5% e DNB il 43,5% di Luminor. Nel settembre 2018, l'annuncio che il 60% delle azioni di Luminer sarà venduto al consorzio guidato da Blackstone Group. L'operazione è stata approvata dalla Commissione europea nel gennaio 2019 e completata nel settembre 2019.  Dopo la transazione, Nordea e DNB detengono entrambe il 20% delle azioni.  Blackstone e Nordea hanno concordato che Blackstone acquisterà anche il restante 20% di Nordea in Luminor. L'operazione avviene nel dicembre 2021: Blackstone ha acquisito l'8,4% delle azioni di Nordea e nel settembre 2022 ha acquistato il restante 11,6%.

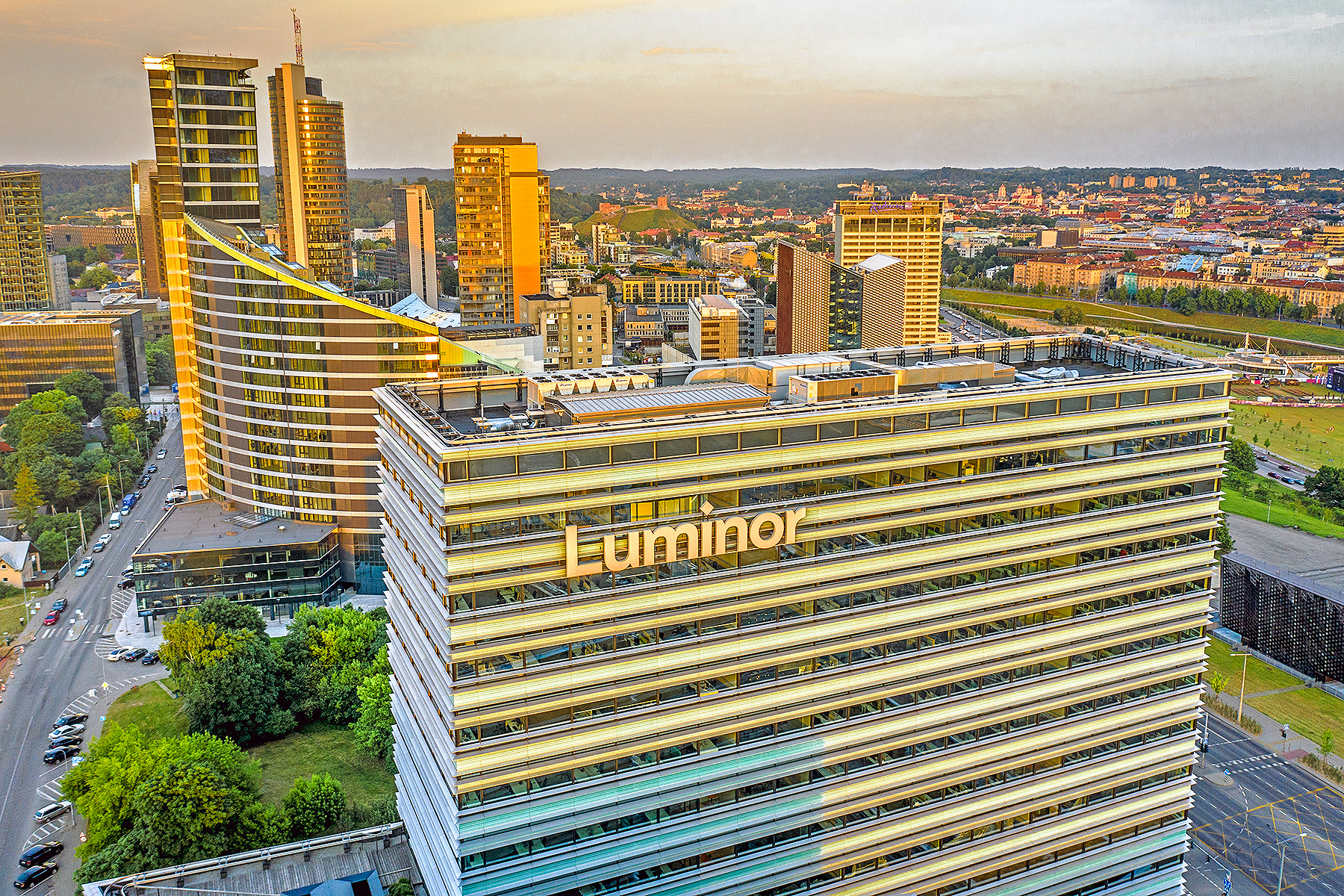
La sede centrale di Luminor a Vilnius

L'amministratore delegato di Luminor è Peter Bosek e il presidente del consiglio di sorveglianza è Nils Melngailis. Kerli Gabrilovica è a capo della filiale lettone e Andrius Načajus è a capo della filiale lituana. A partire dal 2018, Luminor aveva 3.000 dipendenti. Nel febbraio 2019, la banca ha annunciato che, a causa del consolidamento, avrebbe ridotto il proprio personale di 130 dipendenti in Estonia, 250 dipendenti in Lettonia e 420 dipendenti in Lituania. Nel 2019 la banca ha anche chiuso 26 dei suoi 61 centri di assistenza clienti negli Stati baltici.
Luminor è stata designata nel 2017 come Significant Institution secondo i criteri della vigilanza bancaria europea e, di conseguenza, è sottoposta a vigilanza diretta da parte della Banca Centrale Europea. Nel 2019, con 12,9 miliardi di euro, Luminor ha emesso l'importo totale più alto di prestiti in Estonia.